# Nils Gustaf Ekholm
Nils Gustaf Ekholm (* 9 de octubre de 1848 – 5 de abril de 1923) fue un meteorólogo sueco quien lideró una expedición geofísica sueca a Spitsbergen entre 1882 y 1883.
Ekholm nació en Smedjebacken en Dalecarlia, hijo de un boticario. Tras obtener su examen de admisión en 1868, se inscribió en la Universidad de Upsala en septiembre de 1869, obteniendo su licenciatura en 1876 y un Ph.D. en 1888. Fue estudiante de Robert Rubenson y de Hugo Hildebrand Hildebrandsson.
Trabajó en el departamento meteorológico de Upsala de 1876 a 1881, donde regresó de 1884 a 1890 tras su retorno de Spitsbergen. Fue docente de meteorología entre 1888 y 1992. A partir de 1890 trabajó como asistente del Instituto Meteorológico Sueco en Estocolmo, una de las instituciones predecesoras del actual SMHI (Instituto Meteorológico e Hidrológico Sueco). Se convirtió en profesor titular y cabeza del instituto en 1913 retirándose en 1918 a la edad de 70 años.
Responsable originalmente de la investigación meteorológica en la expedición a Spitsbergen de 1881-83, Ekholm fue nombrado líder de la expedición tras la enfermedad de su predecesor, el comandante F. Malmberg, que lo inhabilitó de participar. Uno de los miembros de la expedición fue el ingeniero y aeronauta sueco S. A. Andrée. Andrée elegiría luego a Ekholm para su expedición en globo al Polo Norte, planeada para 1896. Ekholm comenzó a cuestionar que el globo fuese suficientemente hermético para contener el hidrógeno el tiempo suficiente para completar la aventura. Ante los desacuerdos y desatención de Andrée por la advertencia, Ekholm abandonó la expedición. La expedición de pospuso para 1897 siendo Ekholm reemplazado por Knut Frænkel. La expedición partiría de Svalbard y tres días después caería sobre el casquete polar, causando eventualmente la muerte de los tres tripulantes.
Ekholm se recuerda como el fundador del sistema sueco de anuncio de tormentas, el cual inició durante su permanencia en el Instituto Meteorológico. El sistema inició a operar en 1905 con 27 estaciones de prevención de tormentas en la costa occidental de Suecia, y se expandió durante los siguientes años hasta cubrir toda la costa sueca en 1913.
Ekholm fue elegido por la Sociedad Meteorológica Real británica en 1892 y miembro de la Real Academia de las Ciencias de Suecia en 1905.